# Nicèfor Cal·list Xantopul
Nicèfor Cal·list Xantopul (en llatí: Nicephorus Callistus Xanthopulus, en grec antic: Νικηφόρος Κάλλιστος Ξανθόπουλος) va ser un escriptor romà d'Orient autor d'una important història eclesiàstica.
Va néixer a finals del segle xiii i va morir cap a l'any 1350. Va començar a escriure la seva principal obra quan tenia 35 anys i la va dedicar a Andrònic II Paleòleg (mort el 1332). És conegut simplement com a Cal·list (Callistus) o com a Nicèfor Cal·list.

## Obres
Les seves obres són:
- Historia Ecclesiastica, en 23 llibres. Se'n conserven 18, recopilats d'obres d'Eusebi de Cesarea, Hèrmies Sozomen, Sòcrates Escolàstic, Teodoret de Cir, Evagri d'Epifania i altres escriptors eclesiàstics. Va utilitzar també altra documentació que avui no existeix, cosa que el fa valuós. Dels cinc llibres restants, es conserva una taula de continguts, que continua la història fins a l'època de Lleó VI el Filòsof al 911, però es dubta si van ser escrits i si va ser obra d'un altre autor desconegut del segle x. El planteig de l'obra és bo, però hi afegeix fabules i continguts supersticiosos.
- Ζύνταγμα, De Templo et Miraculis S. Mariae ad Fonteri. Es conserva manuscrit.
- Catalogus imperatorum Constantinopolitanorum, Versibus iambicis. Acaba amb el destronament d'Andrònic II Paleòleg el 1328. Una mà posterior va afegir els emperadors següents fins a la caiguda de Constantinoble.
- Catalogus Patriarchorume Constantinop. Aquesta llista de Patriarques de Constantinoble en conté 141, i acaba amb Cal·list I, en temps de l'emperador Joan VI Cantacuzè.
- Catalogus Librorum Geneseos, Exodi, Levitici, Nuserorusm et Deuteronomici.
- Catalogus SS. Patrum Ecclesiae. En versos iàmbics.
- Catalogus brevis Hymnographorum Ecclesiae Graecae. També en versos iàmbics.
- Menologium Sanctorum. Un menologi
- Excidium Hsolyinitanum. En versos iàmbics
- A més va escriure himnes, sermons, homilies i epístoles, i una vida d'Andreu apòstol.[1]